# Туркус, Алексей Михайлович
Алексей Михайлович Ту́ркус (6 декабря 1955, Москва — 16 марта 2020, Москва) — советский и российский режиссёр-аниматор, сценарист.

## Биография
Родился в еврейской нерелигиозной семье архитектора Михаила Туркуса, авангардиста, члена ВХУТЕМАС. Дом, в котором родился и жил Алексей, был построен его отцом в 1 Зачатьевском переулке. В 1972-1978 годах учился в Московском Архитектурном Институте, В 1978-1982 годах работал архитектором в МосПромПроекте, в 1981—1982 годах преподавал архитектурное проектирование в МАрхИ.
В 1982—1984 — окончил Высшие курсы сценаристов и режиссёров (мастерская Ф. С. Хитрука и Р. А. Качанова). В 1985—1998 — режиссёр киностудии «Союзмультфильм», с 1998 года работал на киностудии «Аргус». Снимал рисованные фильмы. Долгое время тесно сотрудничал с В. А. Кафановым и А. Б. Шелмановым.
Неоднократно получал призы на российских и международных фестивалях. В 2012-2013 и 2018-2019 годах был президентом «Суздальфеста».

## Работы
- «Переменка № 4» (1985)
- «Переменка № 6» (1987)
- «Медвежуть» (1988)
- «Случай» (1990)
- «Весёлая карусель № 23. Джо Билл» (1991)
- «Лягушка» (1996)
- «Optimus Mundus 26. Бронепоезд» (1998)
- «Иван и Митрофан в Кино» (2002)
- «Буревестник» (2004)
- «Иван и Митрофан в больнице» (2004)
- «Щелкунчик» (2004)
- «Гармония» (2005)
- «Заснеженный всадник» (2011)
- «Зашкаф» (2012)
- «Мальчик-Чапайчик» (2012)
- «Во саду ли, в огороде…» (альманах «Весёлые биографии») (2013)
- «Маленький Гай» (альманах «Весёлые биографии») (2013)
- «За шкаф» (2013)
- «Девятый вал» (альманах «Дом, в котором мы живём») (2014)
- «Таинственные черепки» (альманах «Весёлые биографии» № 2) (2014)
- «Новый гвинеец» (альманах «Весёлые биографии» № 3) (2015)
- «Суета сует» (2017)
- «Бестелесная команда. Приключения солдата Каблукова» (2018)

## Награды
- 2004 — 9-й Международный Московский фестиваль детского анимационного кино «Золотая рыбка»: специальный приз жюри «За самый смешной фильм»[7].
- 2005 — X Открытый российский фестиваль анимационного кино («Суздальфест») — Диплом «За показательный урок озорства», а по итогам голосования зрителей — Приз зрительских симпатий[8].
- 2005 — XIII Фестиваль российского кино «Окно в Европу» в Выборге: по разделу анимационного кино Приз «Серебряная ладья» фильму «Буревестник» Алексея Туркуса[9].
- 2007 — Диплом II Международного кинофестиваля семейных и детских фильмов «Верное сердце».
- 2012 — Гран при и Приз зрительских симпатий XVII «Суздальфеста» за фильм «Заснеженный всадник».
- 2012 — Главный приз конкурса анимационного кино кинофестиваля «Окно в Европу» в Выборге за фильм «Заснеженный всадник».
- 2018 — Гран при XXIII «Суздальфеста» за фильм «Суета сует»[10].
- 2018 — Диплом «За любовь» кинофестиваля «Окно в Европу» в Выборге за фильм «Суета сует».
- 2019 — Лучший короткометражный фильм на фестивале «Еврейские мотивы» в Варшаве.